# Regina di WAVE王座
Regina di WAVE王座（レジーナ・ディ・ウェーブおうざ）は、プロレスリングWAVEが管理、認定している王座。「Regina」はイタリア語で「女王」を意味する。

## 歴史
2012年12月5日に創設。初代王座決定トーナメントには歴代波女（Catch the WAVE優勝者）の桜花由美、GAMI、華名、栗原あゆみをエントリーしたが、プロデューサーでもあるGAMIは「引退までベルトは巻かない」と辞退、代わりに波女を除いたWAVE参戦経験のある現役全女子レスラーからGAMIが定めた「ZAN1」（人気投票、ロイヤルランブル、じゃんけんのポイント）で1人選抜し、大畠美咲が選ばれた。
2013年2月17日、トーナメント1回戦の予定だったが、栗原が眼窩底骨折と鼻骨骨折で欠場。そこで、華名VS紫雷美央（ZAN1：2位）で暫定1回戦を行い、3月17日の決勝戦までに復帰すれば勝者と改めて1回戦。復帰できなければ勝者がそのまま決勝進出と決まった。また栗原復帰の場合公平を期すため桜花vs大畠の勝者もGAMIと試合を行う（結果は問わない）こととなった。（勝者は華名と桜花）3月17日に栗原が復帰、改めて華名VS栗原の1回戦と決勝戦を行い、桜花由美が初代王座についた。
2016年より挑戦資格について「Catch the WAVE優勝」、「NEXTトーナメント優勝」、「ZAN1クイーン」、「Reginaの逆指名」のいずれかのみに限定することになった。
2018年12月の後楽園ホールにて行われた大畠美咲引退試合にて同王座戦が行われ、大畠が戴冠。翌日の引退パーティーにて返上、封印となる。
2019年に開催されたCatch the WAVEの優勝者に同王座が贈られる事が発表され、これを制した彩羽匠が封印を解き再び王座を戴冠。

## 歴代王者
| 歴代   | 選手             | 戴冠回数 | 防衛回数 | 獲得日付       | 獲得場所 （対戦相手・その他）               |
| ------ | ---------------- | -------- | -------- | -------------- | ------------------------------------------- |
| 初代   | 桜花由美         | 1        | 7        | 2013年3月17日  | 新宿FACE 華名                               |
| 第2代  | 志田光           | 1        | 4        | 2014年8月24日  | 新宿FACE                                    |
| 第3代  | 浜田文子         | 1        | 4        | 2015年2月11日  | 後楽園ホール                                |
| 第4代  | 山縣優           | 1        | 4        | 2015年12月27日 | 後楽園ホール                                |
| 第5代  | 水波綾           | 1        | 5        | 2016年12月29日 | 後楽園ホール                                |
| 第6代  | 山下りな         | 1        | 2        | 2017年7月2日   | 後楽園ホール                                |
| 第7代  | 大畠美咲         | 1        | 5        | 2017年10月9日  | 後楽園ホール                                |
| 第8代  | 桜花由美         | 2        | 1        | 2017年12月29日 | 後楽園ホール                                |
| 第9代  | 大畠美咲         | 2        | 2        | 2017年1月20日  | 新木場1stRING                               |
| 第10代 | 彩羽匠           | 1        | 0        | 2018年6月28日  | 後楽園ホール                                |
| 第11代 | 朱崇花           | 1        | 2        | 2018年8月19日  | 後楽園ホール                                |
| 第12代 | 水波綾           | 2        | 0        | 2018年12月15日 | 新木場1stRING                               |
| 第13代 | 大畠美咲         | 3        | 0        | 2018年12月29日 | 後楽園ホール 2018年12月29日に引退のため返上 |
| 第14代 | 彩羽匠           | 2        | 5        | 2019年7月15日  | 新宿FACE 水波綾、野崎渚による巴戦           |
| 第15代 | 野崎渚           | 1        | 5        | 2019年12月29日 | 後楽園ホール                                |
| 第16代 | 旧姓・広田さくら | 1        | 3        | 2020年12月27日 | 後楽園ホール                                |
| 第17代 | 野崎渚           | 2        | 4        | 2021年8月22日  | 後楽園ホール 2022年7月17日に負傷のため返上  |
| 第18代 | 鈴季すず         | 1        | 0        | 2022年7月17日  | 後楽園ホール 高瀬みゆき                     |
| 第19代 | 志田光           | 2        | 5        | 2022年8月14日  | 新宿FACE                                    |
| 第20代 | VENY             | 2        | 0        | 2023年10月1日  | 新宿FACE                                    |
| 第21代 | 宮崎有妃         | 1        | 6        | 2023年12月24日 | カルッツかわさき                            |
| 第22代 | 上谷沙弥         | 1        | 4        | 2024年11月4日  | 後楽園ホール                                |
| 第23代 | 狐伯             | 1        |          | 2025年8月10日  | 後楽園ホール                                |

## 主な記録
- 最多戴冠回数：大畠美咲（3回）
- 最多連続防衛回数：桜花由美（7回）
- 最多通算防衛回数：桜花由美、野崎渚（8回）
- 最長保持期間：桜花由美（525日）
- デビュー最短戴冠記録：山下りな（3年240日）
- デビュー最長戴冠記録：宮崎有妃（28年350日）
- 最年少戴冠記録：朱崇花（19歳296日）
- 最年長戴冠記録：宮崎有妃（44歳325日）